# Alliarusia Lake
Alliarusia Lake är en sjö i Kanada.   Den ligger i territoriet Nunavut, i den nordöstra delen av landet, 2 700 km norr om huvudstaden Ottawa. Alliarusia Lake ligger 62 meter över havet. Arean är 5,1 kvadratkilometer. Den sträcker sig 4,0 kilometer i nord-sydlig riktning, och 2,7 kilometer i öst-västlig riktning.
Trakten runt Alliarusia Lake består i huvudsak av gräsmarker. Trakten runt Alliarusia Lake är nära nog obefolkad, med mindre än två invånare per kvadratkilometer.